# Barcelona Gospel Messsengers
Barcelona Gospel Messengers  és un cor gospel barceloní dirigit per Ramon Escalé i fundat el 2008.
És un dels grups que neix durant el moviment coral dels anys 2000 a Catalunya que promou el pianista i compositor Ramon Escalé. D'entre els diferents cors que es munten, surten un seguit de solistes d'una gran qualitat i una vintena d'ells s'uneixen en el 2008 en aquest cor. El 2018 van celebrar els 10 anys amb un concert a la Sala Barts i van cantar en diversos Mercats de Barcelona.
El 2012 van fer el primer disc. El seu segon disc va ser Go Higher!, del 2014, remasteritzat als estudis Abbey Road de Londres. El 2016 van fer el seu tercer disc, "Be here now".

## Reconeixements
En el 2013 van ser finalistes en el programa de TV3 "Oh Happy Day".
Van guanyar el premi Enderrock 2017 al millor disc de Jazz amb "Be Here Now".